# 吉野英樹
吉野 英樹（よしの ひでき、1974年 - ）は、日本の実業家。現・株式会社クリーンプラネット代表取締役社長。東北大学リサーチフェロー。元、株式会社GABA代表取締役会長。

## 略歴
1974年、神奈川県横須賀市生まれ。開成高等学校、東京大学法学部、ロンドン・ビジネス・スクール修了。
開成高校では、柔道部に属し、柔道は二段。また、大学時代から、極真空手に打ち込み、それ以来修行を続けている。2003年東京大会で優勝、第12回全日本ウェイト制空手道選手権大会でベスト16。
大学1年の時に出会ったカナダ出身の女性と結婚。それが英会話ビジネスを興したきっかけという。

## 英会話スクールGABA
「英会話と海外の人々との交流により、自分自身の価値観や視野が広がった」という自身の経験を、多くの人々に経験してもらいたいとの思いから、東京大学在学中の1995年、資本金30万円で自宅の1室からGABAを創業する。
その後、2004年には首都圏全域に25校を展開するまでに事業を拡大する。同社のさらなる成長のために、次の成長ステージを担えるプライベートエクイティーファンドおよび当時の代表取締役社長の青木仲達らに、2004年に同社の株式をMBOで譲り渡す。
2006年12月に、同社は東京証券取引所マザーズ市場上場を果たす。

## クリーンエネルギー普及へ

### クリーンエネルギー投資家
その後、発展途上国の人々の生活レベルの向上にエネルギーが必須であることを想定し、将来的に爆発的に増えるエネルギー需要と地球環境の維持・改善との両立のために国際的に活動するクリーンエネルギー投資家の道へと歩む。

### クリーンプラネット設立
さらに、2011年3月11日の東日本大震災の後の福島原発事故をきっかけに、将来の世界に安全かつ持続可能なエネルギーが必要であると強く感じる。その経験がきっかけとなり、2012年に「安全で、安定的で、安価なクリーンエネルギーを創出し、そして、そのクリーンエネルギーを世界のすみずみに普及させる」ことをミッションに掲げる、株式会社クリーンプラネットを日本に設立。
現在、同社のCEOとして、日本を中心に、クリーンエネルギー技術の実用化に取り組む大学の研究機関や、科学者を支援し、新しいクリーンエネルギー技術の実用化の推進に取り組んでいる。

### クリーンエネルギー研究開発センター設立
安全かつ強靭な次世代型エネルギー社会の実現に向けて、核融合エネルギーを利用した新しいクリーンエネルギーの実用化を目指す応用開発研究に取り組むために、株式会社クリーンプラネットは東北大学電子光理学研究センターと、電子光理学研究センター内に2015年4月1日に「凝縮系核反応研究部門　クリーンエネルギー研究開発センター」を設立した。「飛躍的にクリーンかつ安全なエネルギー生成技術を開発することで、我が国の産業構造に大きな変化をもたらす可能性を追求します。」と、プレスリリースの中でうたっている。凝縮系核反応を掲げた大学の研究部門は、当研究部門が日本国内初となる。